# Exametru

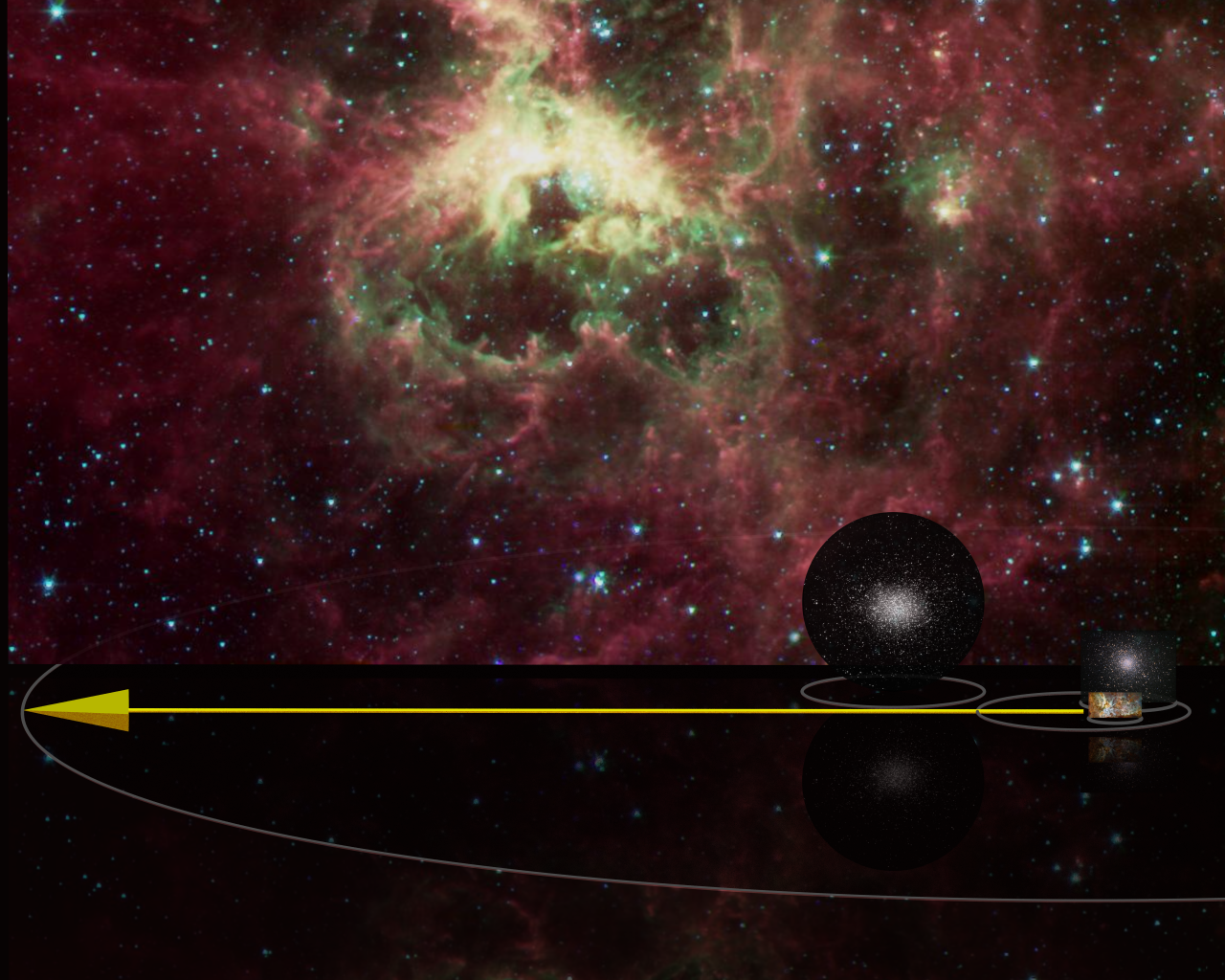
Lungimi cu ordinul de mărime 10^{18}m: cerc de rază de mii de ani-lumină cu săgeata galbenă și cerc de 100 de ani-lumină în dreapta cu roiul globular Messier 5 în interior și Nebuloasa Carina în față; roiul globular Omega Centauri la stânga ambelor; o parte a Nebuloasei Tarantulei de 1.400 de ani-lumină umple fundalul.

Exametrul (simbol în SI: Em) este o unitate de lungime în sistemul metric egală cu 1018 metri. Pentru a ajuta la compararea diferitelor distanțe, această secțiune listează lungimi între 1018 m (1 Em sau 105,7 ani-lumină) și 1019 m (10 Em sau 1.057 de ani-lumină).
- 1.2 Em – 129 de ani lumină – Diametrul lui Messier 13 (un roi globular tipic)
- 1,6 Em – 172 ± 12,5 ani-lumină – Diametrul Omega Centauri (unul dintre cele mai mari roiuri globulare cunoscute, care conține probabil peste un milion de stele) [1] [2]
- 3,08568 Em – 326,1 ani-lumină – 1 hectoparsec
- 3.1 Em – 310 ani-lumină – Distanța până la steaua Canopus conform misiunii Hipparcos [3]
- 5.7 Em – 600 ani-lumină – Diametrul Nebuloasei Tarantulei
- 6.1 Em – 640 de ani-lumină – Distanța până la Betelgeuse conform Hipparcos[4]
- 6.2 Em – 650 de ani-lumină – Distanța până la Nebuloasa Helix, situată în constelația Vărsător[5]
- 7.3 Em – 730 de ani-lumină – Distanța până la steaua Rigel conform Hipparcos[3]

### 10 exametri
Pentru a ajuta la compararea diferitelor ordine de mărime, această secțiune listează distanțele care încep de la 10 Em (1019 m sau 1.100 de ani-lumină):
- 10,6 Em – 1.120 de ani-lumină – Distanța până la WASP-96b
- 13 Em – 1.300 de ani-lumină – Distanța până la Nebuloasa Orion[6]
- 14 Em – 1.500 de ani-lumină – Grosimea aproximativă a planului galaxiei Calea Lactee în regiunea Soarelui
- 14,2 Em – 1.520 de ani-lumină – Diametrul NGC 604
- 30,8 Em – 3.261,6 ani-lumină – 1 kiloparsec
- 31 Em – 3.200 de ani-lumină – Distanța până la steaua Deneb conform misiunii științifice Hipparcos
- 46 Em – 4.900 de ani-lumină – Distanța până la OGLE-TR-56, prima exoplanetă descoperită folosind metoda tranzitului
- 47 Em – 5.000 de ani-lumină – Distanța până la nebuloasa Bumerang, cel mai rece loc din Univers în mod natural cunoscut (temperatura 1 K)
- 53 Em – 5.600 de ani-lumină – Distanța până la roiul globular M4 și exoplaneta PSR B1620-26 b aflată în interiorul acestuia
- 61 Em – 6.500 de ani-lumină – Distanța până la brațul spiralat Perseus (braț spiralat din galaxia Calea Lactee)
- 71 Em – 7.500 de ani-lumină – Distanța până la Eta Carinae

### 100 de exametri
Pentru a ajuta la compararea diferitelor ordine de mărime, această secțiune listează distanțele care încep de la 100 Em (1020 m sau 11.000 de ani-lumină):
- 150 Em – 16.000 de ani-lumină – Diametrul Micului Nor Magellanic, o galaxie pitică care orbitează Calea Lactee
- 200 Em – 21.500 de ani-lumină – Distanța până la OGLE-2005-BLG-390Lb, cea mai îndepărtată și cea mai similară cu Pământul planetă cunoscută
- 240 Em – 25.000 de ani-lumină – Distanța până la galaxia pitică Canis Major
- 260 Em – 28.000 de ani-lumină – Distanța până la centrul galaxiei
- 400 Em – 48.000 de ani-lumină – Diametrul galaxiei Artificiilor
- 830 Em – 88.000 de ani-lumină – Distanța până la galaxia eliptică pitică a Săgetătorului